# Christelle Manga
Christelle Manga, né le 14 mai 1991 à Yaoundé au Cameroun, est une joueuse française de handball évoluant au poste d'ailière gauche.

## Biographie
La carrière de l’internationale junior Christelle Manga commence très tôt, puisqu'elle commence le handball à l’âge de 7 ans. Elle rentre au Pôle Espoir de Chartres à 14 ans puis s'ensuit son intronisation en D1F à Fleury les Aubrais à seulement 16 ans 1/2 ainsi que sa première sélection en Équipe de France Jeune.
Avec l’équipe de France Jeune, elle remporte le titre de Championne d’Europe – 17 ans en 2007.  Après ces débuts à Fleury les Aubrais, elle intègre le Centre de Formation et la D1 du Havre où elle s'installe comme titulaire dès sa première saison. Elle joue ensuite trois saisons en D1 à Besançon. Elle rejoint le CJF Fleury Loiret Handball en juillet 2013.
Elle quitte Fleury à l'issue de la saison 2014-2015, après avoir participé aux victoires en coupe de la Ligue et en championnat en 2015. Elle s'engage alors avec Celles-sur-Belle.

## Palmarès

### En sélection
France Jeunes ( - 18 ans)
- vainqueur du championnat d'Europe jeunes en 2007[4]
- 4e au championnat du monde jeunes en 2008[5]

France Espoir ( - 20 ans)
- 5e sur 16 au Championnat d'Europe en Hongrie en 2009

### En club
compétitions internationales
- finaliste de la coupe d'Europe des vainqueurs de coupe en 2015

compétitions nationales
- championne de France en 2015 avec Fleury Loiret
  - 2e en 2009 avec le Havre
- vainqueur de la coupe de la Ligue en 2015 avec Fleury Loiret
  - finaliste en 2009 avec Le Havre AC Handball et 2014 avec Fleury Loiret